# III Międzynarodowy Wyścig Tatrzański 1930
III Międzynarodowy Wyścig Tatrzański – samochodowy wyścig górski zorganizowany w Polsce 24 sierpnia 1930 roku jako czwarty z serii Wyścigów Tatrzańskich.

## Organizacja i przebieg

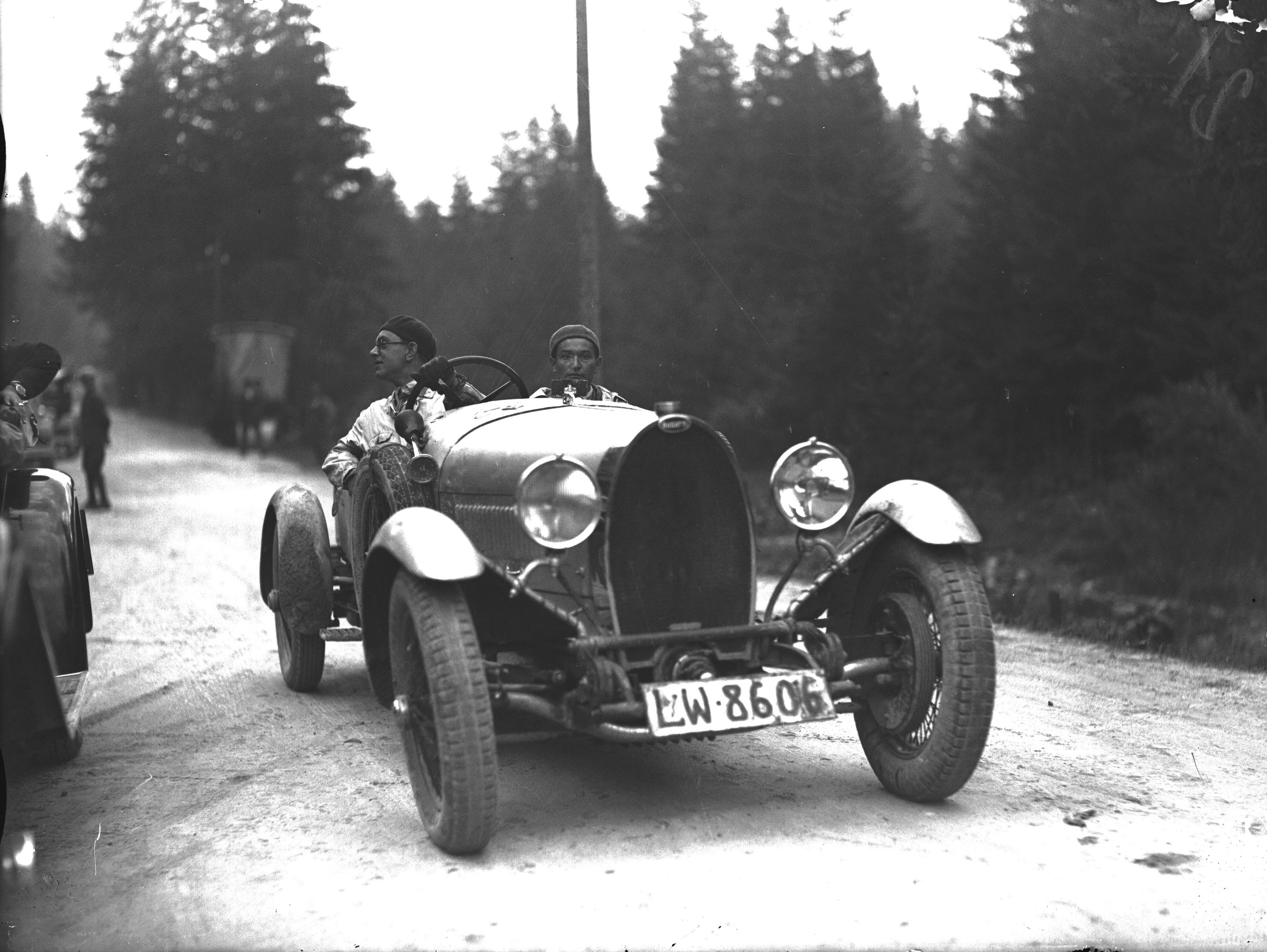
Alfred Liptay w samochodzie sportowym Bugatti

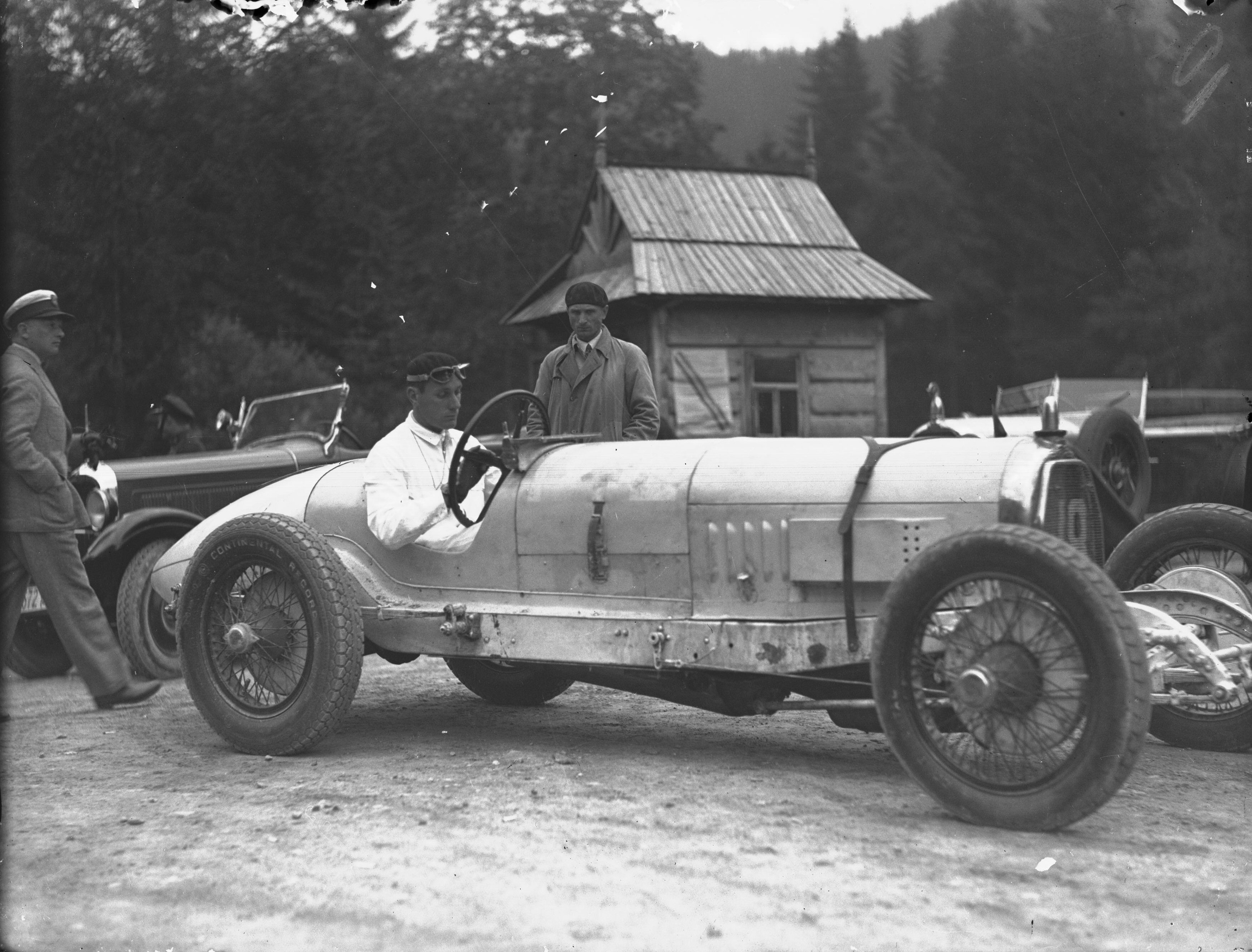
Zwycięzca w 1930 roku Hans Stuck w wyścigowym Austro-Daimlerze

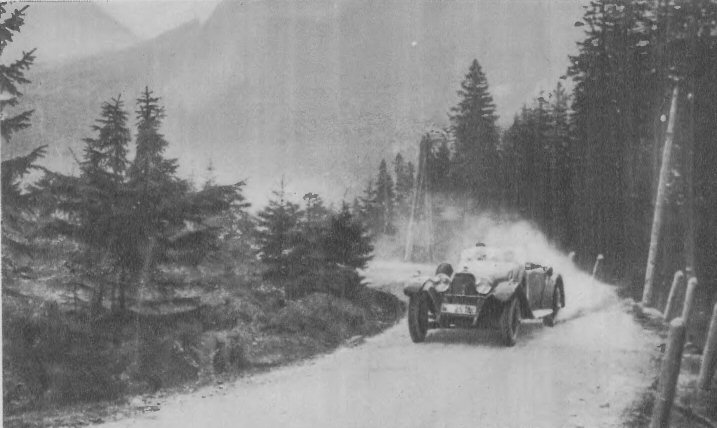
Maria Koźmianowa na trasie w samochodzie Austro-Daimler

III Międzynarodowy Wyścig Tatrzański odbył się 24 sierpnia 1930 roku. Od tego roku wyścig stał się jednymi z zawodów Mistrzostwa Górskiego Europy. Po raz pierwszy też wprowadzono nagrody pieniężne, w ufundowaniu których Krakowskiemu Klubowi Automobilowemu pomagały inne polskie automobilkluby. Mimo to, zainteresowanie zawodników zagranicznych było umiarkowane, częściowo z powodu kolizji terminów z innymi imprezami. Ponownie wyścig objął patronatem prezydent Rzeczypospolitej. Komandorem wyścigu był Tadeusz Bukowiecki.
Wyścig rozgrywano w międzynarodowych konkurencjach samochodów wyścigowych i sportowych oraz dostępnych tylko dla zawodników polskich kategoriach samochodów turystycznych i motocykli. Zgłoszono 20 samochodów i 13 motocykli, a ostatecznie wzięło udział 16 samochodów (4 wyścigowe, 9 sportowych i 3 turystyczne) oraz 12 motocykli. Liczbę widzów szacowano na ponad 10 tysięcy i ponad tysiąc przybyłych samochodów. Wycofali się Stefan Romer i Aleksander Romer z kategorii samochodów turystycznych i motocyklista Kustanowicz.
Wyścig rozpoczął się o 14 startem motocyklistów, następnie samochodów turystycznych, sportowych i wyścigowych, poczynając od najsłabszych maszyn – jako ostatni startował austriacki kierowca Hans Stuck na wyścigowym niebieskim Austro-Daimlerze. Najlepszy czas osiągnął startujący po raz pierwszy w wyścigu Hans Stuck (5 min 23,795 s), ustanawiając zarazem nowy ogólny rekord konkursu. Drugi był Jan Ripper na Bugatti, bijąc swój rekord w kategorii samochodów wyścigowych do 1500 cm³ i zarazem poprzedni rekord konkursu. Czeski kierowca Schmidt na Amilcarze pobił natomiast ogólny rekord samochodów sportowych, osiągając czwarty czas zawodów. Jedynie Henryk Liefeldt na Austro-Daimlerze nie ukończył wyścigu, gdyż omijając widza, przy wychodzeniu z zakrętu, zaczepił o barierkę i uszkodził samochód. Nie ukończył wyścigu z powodu wypadku także jeden motocyklista Tadeusz Głuchowski.
Hans Stuck zdobył m.in. przechodnią Wielką Nagrodę Tatr, nagrodę prezydenta Rzeczypospolitej za najlepszy czas dnia i nagrodę pieniężną 6000 zł. Jan Ripper otrzymał po raz trzeci Nagrodę Miasta Krakowa za najlepszy czas dnia w kategorii wyścigowej, uzyskując ją tym samym na własność, oraz 2500 zł za drugie miejsce w kategorii wyścigowej. Florian Schmidt otrzymał po raz drugi Nagrodę K.K.A. za najlepszy czas w kategorii sportowej i 5000 zł.
| Wyniki zawodów:        | Wyniki zawodów: | Wyniki zawodów:                    | Wyniki zawodów: | Wyniki zawodów: | Wyniki zawodów:                                          |
| ---------------------- | --------------- | ---------------------------------- | --------------- | --------------- | -------------------------------------------------------- |
| Klasa (grupa)          | M-ce            | Kierowca                           | Samochód        | Czas            | Średnia prędkość (uwagi)                                 |
| Samochody turystyczne: |                 |                                    |                 |                 |                                                          |
| 3000 cm³ (D)           | 1.              | Jan Chrząszcz                      | Lancia          | 7 min 22,940 s  | 60,958 km/h (rekord ustalony)                            |
|                        | 2.              | Artur Reim                         | Lancia          | 7 min 33,560 s  |                                                          |
|                        | 3.              | Wacław Krzeczkowski                | Citroen         | 7 min 55,090 s  |                                                          |
| Samochody sportowe:    |                 |                                    |                 |                 |                                                          |
| 1100 cm³ (G)           | 1.              | Florian Schmidt (Czechosłowacja)   | Amilcar         | 6 min 13,445 s  | 72,298 km/h (pobity rekord ogólny samochodów sportowych) |
|                        | 2.              | Willy Horak (Czechosłowacja)       | Amilcar         | 7 min 31,195 s  |                                                          |
| 2000 cm³ (E)           | 1.              | Josef Veřmiřovský (Czechosłowacja) | Tatra           | 6 min 28,030 s  | 69,580 km/h (pobity rekord)                              |
| 3000 cm³ (D)           | 1.              | Harold Weinschenck (Austria)       | Tatra           | 6 min 14,190 s  | 72,155 km/h (pobity rekord)                              |
|                        | 2.              | Bronisław Frühling                 | Bugatti         | 6 min 14,445 s  |                                                          |
|                        | 3.              | Alfred Liptay                      | Bugatti         | 6 min 23,620 s  |                                                          |
|                        | 4.              | Adam Potocki                       | Austro-Daimler  | 6 min 48,750 s  |                                                          |
|                        | 5.              | Maria Koźmianowa                   | Austro-Daimler  | 6 min 53,350 s  | (pobity rekord kobiet)                                   |
| 5000 cm³ (C)           | 1.              | Gaston Marechal                    | Delage          | 6 min 56,780 s  | 64,782 km/h (pobity rekord)                              |
| Samochody wyścigowe:   |                 |                                    |                 |                 |                                                          |
| 1500 cm³ (F)           | 1.              | Jan Ripper                         | Bugatti         | 5 min 38,855 s  | 79,680 km/h (pobity rekord)                              |
| 3000 cm³ (D)           | 1.              | Maurycy Potocki                    | Bugatti         | 5 min 58,585 s  | 75,296 km/h (pobity rekord)                              |
| 5000 cm³ (C)           | 1.              | Hans Stuck (Austria)               | Austro-Daimler  | 5 min 23,795 s  | 83,386 km/h (pobity rekord kategorii i ogólny konkursu)  |
| Motocykle:             |                 |                                    |                 |                 |                                                          |
| 350 cm³ (A)            | 1.              | Jan Bathelt                        | Chater Lea      | 7 min 06,550 s  | 63,298 km/h (pobity rekord)                              |
|                        | 2.              | Andrzej Ripper                     | AJS             | 7 min 54,635 s  |                                                          |
|                        | 3.              | Janina Wrońska                     | BSA             | 10 min 18,570 s |                                                          |
| 600 cm³ (B)            | 1.              | Stanisław Hołuj                    | Rudge           | 6 min 38,950 s  | 67,677 km/h (pobity ogólny rekord motocyklowy)           |
|                        | 2.              | Czesław Gębala                     | Ariel           | 7 min 13,225 s  |                                                          |
|                        | 3.              | Leo Mandelt                        | AJS             | 7 min 15,660 s  |                                                          |
|                        | 4.              | Marian Ripper                      | AJS             | 7 min 16,225 s  |                                                          |
|                        | 5.              | Józef Hennel                       | Ariel           | 7 min 45,580 s  |                                                          |
|                        | 6.              | Heliodor Drygas                    | Rudge           | 7 min 53,570 s  |                                                          |
|                        | 7.              | Ksawery Stankiewicz                | Ariel           | 7 min 59,830 s  |                                                          |
| Motocykle z wózkami:   |                 |                                    |                 |                 |                                                          |
| pow. 600 cm³ (E)       | 1.              | Tadeusz Damski                     | BMW             | 7 min 19,540 s  | 61,428 km/h (ogólny rekord motocykli z wózkami)          |